# Коренно население на Калифорния
Коренното население на Калифорния или Калифорнийски индианци, Индианци на Калифорния е културна и етнографска класификация на индиански племена, които първоначално населяват границите на съвременния щат Калифорния.
Културната област Калифорния е наречена така, защото тя почти съвпада с границите на днешния щат Калифорния. В източната част на областта се простират Сиера Невада и Калифорнийския залив, които представляват естествени бариери между различен начин на живот. В резултат на това някои племена, които са живели в днешните граници на Калифорния са класифицирани към културната област на Големия басейн или на Югозапада. В северозападната част някои племена споделят общи културни характеристики с индианците от Северозападното крайбрежие или Платото.
Преобладаващият климат в областта е средиземноморският, с много топли дни, особено на юг. В част от вътрешността преобладава степният климат. Количеството на валежите варира от север на юг, северните гори получават най-много дъжд, докато южна Калифорния получава по-малко, а пустинята Мохаве най-малко. Отделно северните и централните части са по-богати на реки от южните.
През 18 и 19 век много калифорнийски индианци са подложени на силното влияние на мисиите. Индианците страдат много по време на испанското присъствие, но истинското бедствие настъпва по време на Златната треска. Подложено на истинско изтребление населението на Калифорния спада с до 90%. и достига до около 15 000 души само за едно-две поколения от средата на 19 век. Днес потомците на тези индианци са все още в процес на прегрупиране и обновяване, както и към възвръщане на идентичността като индианци на Калифорния.
Калифорнийските индианци са индианците най-много пострадали от проникването на белия човек на континента. Много племена били напълно унищожени, а оцелелите били заселени около мисии и в резервати. Днес в Калифорния има над 100 федерално признати племена. Има общо 116 резервата, най-малкият от които е само 2 акра.

## Субкултурни региони
Калифорнийските индианци принадлежат към най-слабо развитата част от туземното население на Северна Америка. До идването на белите в Калифорния живеят около 100 племена значително отличаващи се едно от друго в езиково отношение. Лингвистите са пресметнали, че е имало между 64 и 80 различни езика с около 300 диалекта. Езиковите и културни различия обаче носят не толкова етнически, колкото териториален характер. Народи живеещи при еднакви природни условия можело да говорят съвсем различни езици, но да имат сходни бит и обичаи. Поради тези причини територията на културната област е разделена на няколко региона, жителите на които имат много общо по между си.

### Северно крайбрежие
В северозападната част на Калифорния живеели няколко племена, които споделяли обща култура, бит и начин на живот. Тези племена говорели 3 основни езика:
- Атабаски – хупа, вилкут, чилула, матоле, нонгатъл, лассик, Беър Ривър, синкьоне, вайлаки и като.
- Алгски – юрок и уийот
- Карук – изолат.

Повечето учени класифицират тези индиански групи заедно с племената в басейна на Руж Ривър в Орегон в отделна културна подобласт позната като Долен Кламат. Културата на хората живеещи в тази област била смесица между културата на Северозападното крайбрежие и културата на северна и централна Калифорния. И тъй като културните елементи характерни за Северозападното крайбрежие са много по-малко застъпени от Калифорнийските, Долен Кламат се води като част от културната област на Калифорния.
За разлика от племената по Северозападното крайбрежие, хората в Долен Кламат живеели в много по-малки и по-грубо изградени дървени домове, които колкото по на юг се отивало заприличвали повече на домовете в северна и централна Калифорния. Единствената прилика между културата на тези хора и на хората от Северозападното крайбрежие е живота ориентиран към реките и морето и класовото разделение, което тук не било чак толкова ясно разграничено. Почти липсвало и робството, както и развита кланова система и тайни общества. С пристигането на белите повечето от тези племена били почти унищожени от нови болести и масови кланета. Оцелелите били затворени впоследствие в множество малки резервати, където днес потомците им се реорганизират лека полека, мъчейки се да възродят изгубените езици и култура.

### Североизточна Калифорния
Този район включва племената ачомави и ацугеви. Западната част на тази територия е богата на жълъди и сьомга. На изток теренът се изкачва към планините и климатът се променя в планински. Основните хранителни ресурси тук са тревните семена, диви плодове и зайци и елени.
Индианците тук са открили, че растението туле е полезен източник на храна и удобен за направата на рогозки. В близките планини са добивали обсидиан. Социалната и политическа организация на тези народи е независима, но са били тясно свързани по между си чрез смесени бракове. След контакта с европейците популацията им бързо спада вследствие на болести и насилие.

### Централна Калифорния
Тази обширна територия включва племената уинту, номлаки, патвин, яна, маиду, конкоу, нисенан, юки, помо, миуок, йокути, костано, еселен, салинан и тубатулабал.
Има големи различия между крайбрежните народи и тези в крайбрежните планински райони от тези, живеещи в огромните централни долини и по склоновете на Сиера Невада. Въпреки това, всички тези племена се радвали на изобилие от жълъди и сьомга, които били в изобилие северно от залива Монтерей. Елени, антилопи и зайци са били в огромни количества на други места.
В този район кошничарството достигна най-голямото разнообразие. Въпреки огромните промени дошли с белите, днес кошничарството отново е един от най-важните културно определящи елементи за индианците в този регион.
Основното жилище в тази област е полуподземна кръгла колиба, в която в миналото са се провеждали сложни танци на култа Куксу. Тези ритуали продължават и днес.
Както и навсякъде другаде, в Калифорния селата били силно независими. Огромното наличие на храна позволява създаването на села до 1000 души, включително и занаятчии, които произвеждат конкретни предмети и стоки.

### Южна Калифорния
Южна Калифорния е донякъде уникален регион. От север, племената живели в тази област са чумашите, татавиам, китанемук, серано, габриелиньо, луисеньо, кахила и кумеай. Земята и климатът се различават значително от тези на островите, населени главно от хора, говорещи езика Чумаш. Контактите на тези хора със съседите им на континента се осъществявали чрез големи дъсчени канута. Тези съдове са наречени „Томоли“ и са произведени от тайна гилдия на занаятчии. Те можело да превозват стотици килограми стоки и до десетина пътници. Бреговите общности се възползвали най-вече от богатия на животни океански бряг и близките влажни зони. Вътрешните племена като серано, луисено, кахуила и кумеай споделяли среда, богата на зайци, елени, жълъди, семена и различни местни треви.
Селата варирали по размери от бедните пустинни общности със селища от по-малко от 100 души до големите села на чумашите с над 1000 души. Основно жилище е конусовидна колиба покрита с туле. Кошничарството е с уникален дизайн.
Всяко племе или общност имало вожд, понякога жена, чието основно задължение било да организира обществените събития и да урежда конфликти между своите последователи. Този лидер обикновено е бил подпомаган от помощник. Шаманите и лечителите са били известни навсякъде и много уважавани. Ритуалното използване на халюциногена (Datura meteloides) е предимно в ритуалите по време на пубертета на момчетата. Подобно на други общности в Калифорния, обществото им било разделено на три класа – елит, средна класа и по-нисша класа. Тези индианци са първите, които се срещат с европейците дошли в Калифорния.

## Култура
Основните прилики между калифорнийските индианци са зависимостта им от жълъдите като основна храна, използването на шаманите като религиозни водачи и лечители, особено лечители, които лекуват чрез изсмукване, политическата организация чрез малко племе (tribelet), акцентирането върху индивидуалното богатство и частната собственост, зависимостта им от храни като риба, елени, семена и диви растения като допълнение към жълъдите, производството на множество различни видове фино изработени кошници и използването на психотропни вещества в религиозни и други церемонии.
Преди контакта с европейците калифорнийските индианци изобщо не познават земеделието. Основен начин на прехрана било събирачеството, главно на жълъди, лова на дребни животни и риболова, но според местообитанието се използват всички достъпни природни ресурси. Основна храна са жълъдите, заедно с много други диви растителни храни. Рибата, различни ракообразни, елени и други диви животни са част от диетата. Поради богатството на природната среда регионът на Калифорния и част от Северозападното крайбрежие са най-гъсто населеният район на север от Мезоамерика, без да е развито каквото и да е селско стопанство. До срещата им с белите болшинството от тях ходели често напълно голи и живеели основно в землянки. Въпреки че не познавали грънчарското колело били изкусни грънчари. Производството на кошници също било добре развито. С голямо умение обработвали също така камъни, птичи пера, растителни влакна и раковини, които били използвани като платежно средство.
Калифорнийските индианци използват различни видове жилища. Най-често срещаното е конусовидна колиба от колове покрита с треви, тръстика или рогозки. Друг често срещан вид е куполообразна колиба от колове вкопана в земята и покрита с треви и пръст (pit house). Срещат се също и обикновени прости навеси (lean to).
Основна социална единица е семейството. Група от роднински семейства формират едно село с временни по-малки селца около него, с един главен вожд за всички. За да се опише този тип социална организация учените използват термина малко племе (tribelet). Днешните имена на племена като помо, кахила и други са просто съвременни термини, които имат за цел да се позоват до определена етническа група. Малко от 300 000 индианци (18 век) н Калифорния били организирани в истински племена. Вместо това най-често срещаната форма на политическа организация е самостоятелната група, наречена малко племе (tribelet). Едно или няколко такива малки племена (tribelet) били организирани около едно по-голямо централно село. Около 500 такива групи съществували в Калифорния преди идването на белите. Малките племена споделяли един език, култура и история. Всяко се състояло от 50 до 500 души най-много водени от вожд, който контролирал икономическите дейности и ресурсите. Вождовете като цяло били много богати и уважавани. Различните малки племена (tribelet) понякога имали собствени самоназвания и дори говорели различни диалекти. Има висока степен на изолация между различните малки племена (tribelet).
Калифорнийските народи като цяло имат слаба политическа организация. Племената били разделени на племенни групи, които били почти независими и патриархално устроени. В някои племена владеела майчината линия, а в други хората имали право да избират сами къде да живеят и кой клан да наследяват децата им. При някои съществувала и кланова система.
Церемониализма играел важна роля в живота на калифорнийските индианци. При повечето групи религиозни лидери били шаманите. При някои имало и тайни религиозни общества като например тези свързани с култа Куксу. Повечето групи практикували добре определени ритуали свързани главно с жизнения цикъл. Други били свързани с прехраната. Неизменна част от церемониите и ритуалите били музиката и танците, както и тютюна.
Организираната война е рядкост. Причините за конфликт варират от физическо престъпление като убийство, изнасилване, магьосничество и обида. Изненадваща атака е предпочитан начин на борба, но обикновено битките се избягват и жертвите са минимални. Въоръжените конфликти се решават след кратък период на борба от вождовете на враждебните страни като групите се съгласяват да компенсират опонентите си за нанесените щети.
Търговията е добре развита главно между близки съседи. Търговията като цяло се извършва или при приятелски посещения, или при церемониални поводи.

## История
Калифорния е относително изолирана географски и според археолозите заселването и не е в резултат на масова миграция, а на постепенно заселване на малки групи за дълъг период от време. Археолозите смятат, че в някои части на Калифорния хората са пристигнали преди 19 000 години. Други смятат, че заселването е почнало преди 50 000 години, но от къде са дошли хората е неизвестно. Знае се, че първите поселища били разположени по крайбрежието, повечето от тях в окръг Сан Диего. Първите древни обитатели на Калифорния били Хоканските народи. Между 2500 г. пр.н.е. и 2000 г. пр.н.е. дошли и Пенутийските народи, а около 500 г. пр.н.е. от изток навлезли Юто-ацтекските народи.
Около 9000 г. пр.н.е. местните хора започнали преход към комбинация от лов и събиране на семена. След около 3000 г. пр.н.е. хората развили икономическо и културно многообразие породени от адаптацията им към местната околна среда. Инструментите станали по-разнообразни и добре направени от камък, дърво и кости. Развива се изработката на керамични съдове и кошници. Към 2000 г. пр.н.е. хората вече се адаптирали към местната среда като разработили няколко различни схеми на съществуване. От около 1000 г. пр.н.е. много калифорнийски групи създават скално изкуство, главно с церемониална цел. До 500 г. регионалната и местна адаптация е достатъчно напреднала. Създадени са вече основните модели и обичаи на много исторически народи. Населението се увеличава и селата стават по-големи.
През 1542 г. пристигнали испанците. Те започнали методичното покръстване на местното население, заселвайки хората около новите католически мисии. През този период много от племената избягали към недостъпни места във вътрешността. След испанците пристигнали мексиканците. Тяхната политика не била по-различна от испанската, само дето те започнали да превземат и вътрешността. По това време положението на индианците става още по-тежко, а на хоризонта се задават и американците. След войната от 1846 – 1848 г. с Мексико, САЩ получават целия Югозапад и Калифорния. Междувременно Златната треска привлича хиляди бели авантюристи, които впоследствие остават да живеят тук. За кратко време дивеча и много от растителния свят изчезнали вследствие на прекомерната експлоатация. Заселниците практически унищожават средата на много племена. Цели народи били преместени, а към 1870 г. много от племената са обявени официално за измрели. Числеността на коренното население достига до крайния минимум.
Калифорнийските индианци се срещат за първи път с белите по различно време. По южното и централно крайбрежие срещат испански и английски изследователи още в средата на 16 век. В някои от вътрешните долини индианците за първи път виждат бели в началото и средата на 19 век, а в по-отдалечени и изолирани райони едва в началото на 20 век. Ефектът от пристигането на белите се усеща доста по-рано, главно чрез разпространението на европейските стоки и болестите. Радикалните промени започват първо в централните и южни крайбрежни райони със създаването на първите католически мисии, а на север и във вътрешността с Треската за злато.
Испанското присъствие започва през 1769 г. с основаването на президиото и францисканската мисия в Сан Диего. С тяхното основаване започват коренните промени в живота на Калифорнийските индианци. Мисиите постепенно се разпростират по цялото южно и централно крайбрежие. Много от индианците са насилствено заселени в тези мисии, където болестите, глада, преумората и насилието значително намаляват индианската популация. Индианците се противопоставят с въоръжени бунтове и бягства във вътрешността. Тези които не били заселени в мисиите постепенно адаптирали живота си към новите условия. Мисиите попадат под мексикански контрол през 1834 г. и скоро след това са затворени като първоначалното намерение на мексиканските власти е да раздаде мисионерските земи на администрацията и индианците. На практика обаче администрацията задържа всичко за себе си. Много индианци от мисиите остават да работят в новите ферми и ранчота. Други се местят в белите селища, водейки просешки живот. С идването ан американците и началото на Златната треска настъпва краят за Калифорнийските индианци. Хиляди индианци, живеещи в близост до златните мини или в богатите долини са изтребени. Много други са отвлечени и продадени като роби. Останалите живи постепенно са затворени в резервати или са разпръснати из белите селища, оставени да се грижат сами за себе си.